# Stazione di Lubiana Brinje
La stazione di Lubiana Brinje (in sloveno Železniško postajališče Ljubljana Brinje) è una stazione ferroviaria posta sulla linea ferroviaria Lubiana-Kamnik. Serve il comune di Lubiana, le aree urbane di Brinje e Bežigrad e la zona industriale lungo la linea Kamnik.